# Инфант

Геральдическая корона испанских инфантов.

Инфа́нт, инфа́нта (исп. infante, порт. infante, от лат. infans — дитя) — титул принцев и принцесс королевских домов Испании и Португалии (до упразднения португальской монархии 5 октября 1910 года), кроме наследников престола.
С XIV века в королевствах Арагон, Кастилия, Леон и Наварра только наследники престола именовались принцами и принцессами, остальные дети королевской четы удостаивались титула инфант.
Наследник престола Испании носит титул принца Астурийского, а в Португалии до отделения Бразилии он носил титул принца Бразильского.

## Название титула
Слово «infant» в романских языках имеет значение «ребёнок», и этим обозначалось, что данные дети являлись сыновьями и дочерьми монарха.